# Hi Infidelity
Hi Infidelity ist das neunte Studioalbum der amerikanischen Rockband REO Speedwagon und wurde am 21. November 1980 veröffentlicht. Es ist das kommerziell erfolgreichste Album der Band und verkaufte sich bis heute mehr als zehn Millionen Mal und wurde 1982 für einen Grammy in der Kategorie Best Rock Performance by a Duo or Group with Vocal nominiert. Das Albumcover wurde von John Kosh gestaltet.

## Titelliste
1. Don’t Let Him Go (Cronin) – 3:47
2. Keep On Loving You (Cronin) – 3:22
3. Follow My Heart (Richrath, Tom Kelly) – 3:50
4. In Your Letter (Richrath) – 3:18
5. Take It on the Run (Richrath) – 3:59
6. Tough Guys (Cronin) – 3:50
7. Out of Season (Cronin, Kelly) – 3:07
8. Shakin’ It Loose (Richrath) – 2:25
9. Someone Tonight (Hall) – 2:40
10. I Wish You Were There (Cronin) – 4:28

## Rezeption
Stephen Thomas Erlewine von Allmusic bewertete das Album 4,5 von 5 Sternen. Die Band habe den Erfolg verdient, da sie sich auf ihren Touren durch die Vereinigten Staaten über Jahre eine große Zuhörerschaft aufgebaut habe. Hi Infidelity sei nicht eine bloße Zusammenfassung der musikalischen Stärke der Band, sondern auch eine Vereinnahmung dessen, was den Stadionrock ausmache. Erlewine hebt im Besonderen die Lieder Keep On Loving You und Take It on the Run hervor. Was das Album ausmache sei aber, dass die anderen Lieder ebenfalls gut seien und den genannten in nichts nach stünden.

## Kommerzieller Erfolg

### Chartplatzierungen
Hi Infidelity ist bis heute das kommerziell erfolgreichste Album von REO Speedwagon. In den Vereinigten Staaten stieg das Album bis auf Platz 1, erreichte am 2. Februar 1981 Platin-Status und hat sich dort insgesamt über zehn Millionen Mal verkauft. Das Lied Keep On Loving You erreichte ebenfalls Platz 1 der Charts und erreichte am 17. April 1989 Platin-Status.
In Kanada stieg das Album bis auf Platz 4 und hielt sich 39 Wochen in den Charts. Eine weitere Top-10-Platzierung erreichte das Album mit Platz 7 in den Niederlanden, wo es sich insgesamt 24 Wochen in den Charts hielt. Des Weiteren platzierte sich Hi Infidelity in Schweden auf Platz 25, in Norwegen auf Platz 17 und in Neuseeland auf Platz 34.
| ChartsChartplatzierungen       | Höchstplatzierung | Wochen |
| ------------------------------ | ----------------- | ------ |
| Deutschland (GfK)              | 18 (25 Wo.)       | 25     |
| Vereinigte Staaten (Billboard) | 1 (101 Wo.)       | 101    |
| Vereinigtes Königreich (OCC)   | 6 (29 Wo.)        | 29     |

| ChartsJahrescharts (1981) | Platzierung |
| ------------------------- | ----------- |
| Deutschland (GfK)         | 51          |

### Auszeichnungen für Musikverkäufe
| Land/Region                  | Auszeichnungen für Musikverkäufe (Land/Region, Auszeichnung, Verkäufe) | Verkäufe   |
| ---------------------------- | ---------------------------------------------------------------------- | ---------- |
| Kanada (MC)                  | 5× Platin                                                              | 500.000    |
| Vereinigte Staaten (RIAA)    | Diamant                                                                | 10.000.000 |
| Vereinigtes Königreich (BPI) | Silber                                                                 | 60.000     |
| Insgesamt                    | 1× Silber · 5× Platin · 1× Diamant ·                                   | 10.560.000 |